# Holidays by the Sea
Holidays by the Sea ist ein französischer Spielfilm aus dem Jahr 2012.

## Inhalt
In dem bretonischen Badeort Le Croisic treffen sich die Wege von verschiedenen Urlaubern. In einem Strandhotel logieren zwei Ehepaare. Einer der Ehemänner steuert einen Drachen. Dieser verfängt sich in der Halskette der anderen Frau und entreißt die Kette. Daraufhin begeben sich der Drachenbesitzer und die andere Frau auf die Suche nach dem Drachen. Schließlich finden sie den Drachen und die Kette in einem FKK-Camp.
Zwischenzeitlich haben sich die zurückgebliebenen Ehepartner angefreundet und sich zum Austausch von Intimitäten ins Hotelzimmer zurückgezogen.
In einem anderen Hotelzimmer praktiziert ein Paar sadomasochistische Spiele. In deren Verlauf fesselt die Domina den Mann am Bett und verschwindet später mit seinem Auto.
Auf dem naheliegenden Campingplatz treffen sich unterschiedliche Camper die in Wohnwagen, Zelten oder kleinen Häusern ihren Urlaub verbringen. Unterdessen freunden sich deren Kinder mit einem jungen Punkerpaar an.

## Kritik
„Die launige Komödie schwelgt in einem knallbunten Bilderreigen. Der erzählt von den Urlaubserlebnissen braver Bürger am Meer. Dabei wird manch liebenswerte Marotte auf die Schippe und werden einige Unarten eingefleischter Spießer satirisch aufs Korn genommen. Der Film huldigt dem berühmten 1953 herausgekommenen Kino-Klassiker „Die Ferien des Monsieur Hulot“ von Jacques Tati und unterhält mit viel geistreichem Witz.“

„Eine Komödie, die mit Übertreibung, Slapstick und schwarzem Humor aus alltäglichen Typen tragikomische Gestalten macht und liebevoll menschlichen Schwächen in der Tradition von Jacques Tatis "Die Ferien des Monsieur Hulot" nachspürt. Dabei setzt sie weniger auf Dialoge als auf ein ausdrucksstarkes Sounddesign, auf das Schauspiel sowie eine pointierte Inszenierung der Figuren im Bildraum.“

„Menschen im Niemandsland, im Ferienreich, ein Wochenende an der See. Aus allen Himmelsrichtungen kommen sie zusammen, ziehen aneinander vorbei, manchmal verhaken sich ihre Geschicke für kurze Zeit.
Es ist der Wind, der die Menschen zueinander führt, er treibt einen Drachen fort, an dem ein Goldkettchen sich verheddert hat, das ein Mann und eine Frau zurückhaben wollen; er ist bei einer Urnen-Beerdigung zugange; und einem Masochisten, angekettet an sein Bett im Hotelzimmer, erscheint kurz vor dem Fenster der freie rote Drachen. Der Wind ist nicht zu fassen und auch die Freiheit nicht, man kann sie, wie der Originaltitel suggeriert, weder kaufen noch mieten.“